# Internazionali d'Italia 1992
Gli Internazionali d'Italia 1992 sono stati un torneo di tennis giocato sulla terra rossa.
È stata la 49ª edizione degli Internazionali d'Italia, che fa parte della categoria ATP Super 9 nell'ambito dell'ATP Tour 1992,
e della Tier I nell'ambito del WTA Tour 1992.
Sia che il torneo maschile che quello femminile si sono giocati al Foro Italico di Roma in Italia.

## Campioni

### Singolare maschile
Jim Courier ha battuto in finale  Carlos Costa con il punteggio di 7–6(3), 6–0, 6–4

### Singolare femminile
Gabriela Sabatini ha battuto in finale  Monica Seles con il punteggio di 7–5, 6–4

### Doppio maschile
Jakob Hlasek /  Marc Rosset hanno battuto in finale  Wayne Ferreira /  Mark Kratzmann con il punteggio di 6–4, 3–6, 6–1

### Doppio femminile
Monica Seles /  Helena Suková hanno battuto in finale  Katerina Maleeva /  Barbara Rittner con il punteggio di 6–1, 6–2